# Mino und Tauri
Mino & Tauri bzw. Mino und Tauri ist ein kooperatives Kinder- und Familienspiel des italienischen Spieleautors Carlo A. Rossi. Das Spiel für zwei bis vier Spieler ab sechs Jahren dauert etwa 15 Minuten pro Runde. Es ist im Jahr 2016 bei Amigo erschienen, in den Niederlanden erschien es bei 999 Games als Zig & Zag.

## Thema und Ausstattung
Die Hintergrundgeschichte versetzt die Spieler in die Position der beiden Außerirdischen Mino und Tauri, die beim Erstellen von Kornkreisen mit ihrem Raumschiff auf der Erde gestrandet sind und dabei mehrere Gegenstände im Feld verloren haben. Die Spieler müssen diese Gegenstände gemeinsam auf einem doppelseitig mit unterschiedlichen Labyrinthen bedruckten und vertikal stehenden Spielplan einsammeln, indem sie die beiden durch Magneten verbundenen Aliens durch die jeweiligen Labyrinthe führen. Die Spieler gewinnen das Spiel, wenn sie in jeweils drei aufeinander folgenden Runden in einer durch eine Sanduhr vorgegebenen Zeit jeweils mindestens die Hälfte der Gegenstände einsammeln können.
Der Inhalt der Spieleschachtel besteht neben der Spielanleitung aus vier doppelseitig bedruckten Spielplänen, von denen je einer in zwei Spielplanständer in der Spieleschachtel aufgestellt werden kann. Hinzu kommen vier Startkarten, zwölf Gegenstandskarten, zwei Team- und vier Spielerkarten sowie eine Sanduhr.

## Spielweise
Vor dem Spiel werden die beiden Spielplanständer in der Spieleschachtel aufgestellt, danach wird einer der vier doppelseitigen Spielpläne ausgewählt und aufgestellt. Die Gegenstandskarten und die vier Startkarten werden gemischt und verdeckt abgelegt, danach wird eine Startkarte aufgedeckt und die beiden Spielfiguren werden an der entsprechenden Position und durch die Magneten verbunden auf die beiden Labyrinthe gestellt.
Danach werden zeitgleich die Sanduhr und die oberste Gegenstandskarte umgedreht. Die beiden Spieler versuchen nun gemeinsam, den angezeigten Gegenstand zu erreichen, indem sie nach Absprache jeweils auf ihrer Seite die Figur durch das Labyrinth ziehen, ohne die Hecken zu durchqueren. Auf jeder Spielplanseite befinden sich sechs der zwölf gesuchten Gegenstände. Sobald die Figur den gesuchten Gegenstand erreicht hat, wird die nächste Karte aufgedeckt und wieder versuchen die Spieler, sie zu erreichen. Lösen sich die Magneten durch eine ungeschickte Bewegung, wird eine neue Startkarte aufgedeckt und die Spieler müssen dort erneut starten. Die Runde endet, wenn entweder die Sanduhr abgelaufen ist, keine Startkarte mehr verfügbar ist (als nach vier Neustarts) oder die Spieler alle 12 Gegenstände eingesammelt haben. Ein Spiel läuft über drei Runden, die nacheinander auf dem gleichen Spielplan stattfinden, und danach werden die Anzahlen der eingesammelten Gegenstände zusammengezählt und ausgewertet. Die Spieler verlieren das Spiel, wenn sie über drei Runden weniger als 18 Punkte erreicht haben; erreichen sie mehr, gewinnen sie das Spiel und werden nach dem Ergebnis beurteilt.
Wenn mehr als zwei Spieler mitspielen, bilden jeweils zwei Spieler ein Team und bekommen eine Teamkarte. Entsprechend der darauf abgebildeten Farben dürfen sie sich jeweils an der Suche nach den Gegenständen beteiligen. Wollen die Spieler gegeneinander spielen, spielen sie mit jeweils wechselnden Partnern und zählen jeweils ihr eigenes Ergebnis.

## Ausgaben und Rezeption
Das Spiel Mino & Tauri wurde von Carlo A. Rossi entwickelt und 2016 bei dem Spieleverlag Amigo veröffentlicht. 2017 erschien es bei 999 Games als Zig & Zag auf Niederländisch und 2018 veröffentlichte der Verlag Peaceable Kingdom das auf dem Spiel basierende Gnomes at Night.
Mino & Tauri wurde von mehreren Rezensenten besprochen. Christoph Ledinger bewertete das Spiel auf spieletest.at mit 8 von 10 Punkten und stellt vor allem den gleichzeitig kooperativen und kompetitiven Charakter des Spiels heraus. Auf spielkult.de erhielt das Spiel 7 von 10 Punkten. Kritisiert wurde die rasche Abnahme des anfänglich hohen Kurzzeitspielreizes, der allerdings abnahm, sobald man das Spiel beherrschte.

## Belege
1. 1 2 3 4   Spieleanleitung Mino & Tauri, Amigo 2016
2. ↑  Versionen von Mino & Tauri in der Spieledatenbank BoardGameGeek (englisch); abgerufen am 14. Juli 2019.
3. ↑  Mino & Tauri, Rezension auf spieletest.at, 30. November 2016; abgerufen am 14. Juli 2019.
4. ↑  Mino & Tauri (Seite nicht mehr abrufbar, festgestellt im März 2022. Suche in Webarchiven)  Info: Der Link wurde automatisch als defekt markiert. Bitte prüfe den Link gemäß Anleitung und entferne dann diesen Hinweis., Rezension auf spielkult.de; abgerufen am 14. Juli 2019.